# 한창산업
한창산업 주식회사는 대한민국의 기능성 소재 기업이다.